# Władysław Szybylski
Władysław Szybylski (ur. 15 maja 1891 w Łodzi, zm. ?) – ślusarz, kapral Legionów Polskich i Wojska Polskiego.

## Życiorys
Urodził się 15 maja 1891 w Łodzi, w rodzinie Ksawerego i Marii.
W czasie I wojny światowej walczył jako sekcyjny 12. kompanii 6 Pułku Piechoty. W październiku 1915 został ranny w czasie walk na Wołyniu.
W latach 30. XX wieku mieszkał w Warszawie.

## Ordery i odznaczenia
- Krzyż Niepodległości – 16 marca 1937 „za pracę w dziele odzyskania niepodległości”[6][1]
- Krzyż Walecznych czterokrotnie „za udział w b. Legionach Polskich” – 1922[7][8][9]
- Krzyż Pamiątkowy 6 Pułku Piechoty Legionów Polskich („Krzyż Wytrwałości”)[10]
- Brązowy Medal Waleczności[11]